# Zonsverduistering van 6 januari 2076

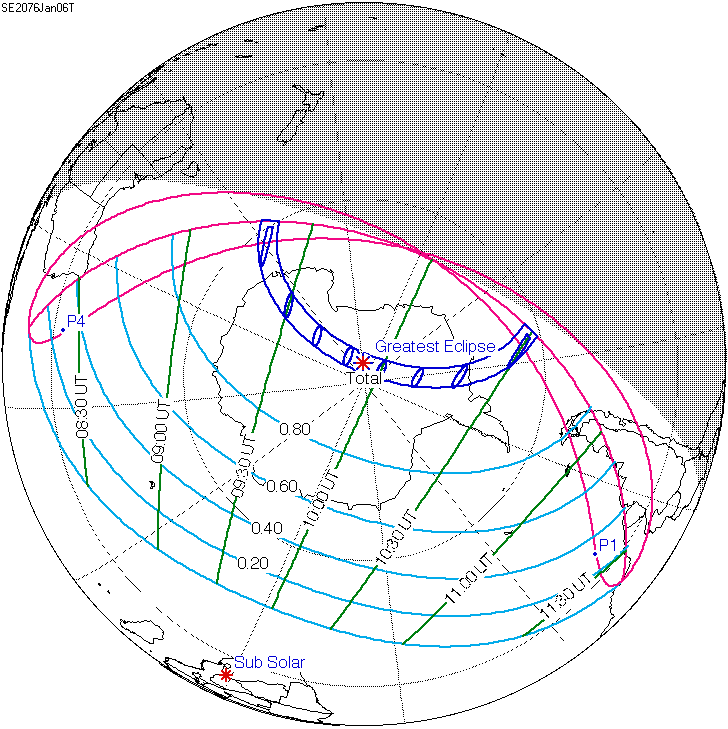
De zonsverduistering is te zien tussen de blauwe lijnen.

De totale zonsverduistering van 6 januari 2076 trekt veel over zee en is op land alleen te zien op Antarctica.

## Lengte

### Maximum
Het punt met maximale totaliteit ligt op Antarctica op coördinatenpunt 87.1772° Zuid / 173.7333° West en duurt 1m49,5s.

### Limieten
| Fenomeen                    | Code | Tijdstip UTC  |
| --------------------------- | ---- | ------------- |
| Eerste contact bijschaduw   | P1   | 07:59:28.0 UT |
| Eerste contact kernschaduw  | U1   | 09:27:46.0 UT |
| Kernschaduw compleet vanaf  | U2   | 09:32:16.6 UT |
| Bijschaduw compleet vanaf   | P2   | Niet          |
| Maximum eclips              | GE   | 10:05:03.8 UT |
| Bijschaduw compleet t/m     | P3   | Niet          |
| Kernschaduw compleet t/m    | U3   | 10:37:51.9 UT |
| Laatste contact kernschaduw | U4   | 10:42:23.4 UT |
| Laatste contact bijschaduw  | P4   | 12:10:39.5 UT |